# Mesoleptobasis elongata
Mesoleptobasis elongata – gatunek ważki z rodziny łątkowatych (Coenagrionidae). Występuje w północnej części Ameryki Południowej; stwierdzony w Brazylii (w stanie Amazonas) i Surinamie.
Gatunek ten opisali w 2009 roku Rosser W. Garrison i Natalia von Ellenrieder na łamach czasopisma „Zootaxa” w oparciu o trzy okazy muzealne. Holotyp (samiec) i alotyp (samica) zostały odłowione w sierpniu 1960 roku w Boven Coesewijne w dystrykcie Para w Surinamie; paratyp (samiec) został pozyskany w sierpniu 1914 roku w Paraná Costa da Ilha de Curari nad Solimões (górny bieg Amazonki) w stanie Amazonas w Brazylii.